# Murarchiffer
Murarchiffer är ett enkelt chiffer som även kallas brädgårdschiffer och pagodchiffer.
På grund av sin enkelhet både i att skriva och avläsa (om man har nyckeln), är detta chiffer mycket populärt inom scoutrörelsen.
I murarchiffret är varje bokstav utbytt mot ett tecken. Tecknen följer ett rutnät som enkelt kan ritas upp och sedan användas för att avkoda eller skriva text.

## Exempel
Ett svenskt murarchiffer kan se ut såhär:
Prickarna ovanför varje rutnät används för att markera i vilket rutnät som en bokstav befinner sig. Denna prick skrivs in i tecknet. För att få plats med hela det svenska alfabetet utelämnas Q och W. En variant på chiffret är att låta det första rutnätet vara utan prick, och sedan ha en prick för andra rutnätet och två prickar för det tredje.
Vilket tecken en bokstav har får man reda på genom att först bestämma de linjer som omger bokstaven i rutnätet. Därefter bestämmer man i vilket av de tre rutnäten som bokstaven befinner sig, för att man skall veta hur många prickar som skall läggas till tecknet.
Bokstaven A har en linje till höger och en linje under sig. Den befinner sig i det första rutnätet. Således skrivs den bokstaven såhär: 
Bokstaven Y har en linje på varje sida om sig. Den befinner sig i det tredje rutnätet. Således skrivs den bokstaven såhär: 
Texten "FLYGANDE BECKASINER OCH SÅ VIDARE" ser ut såhär: